# Mesothuria verrilli
Mesothuria verrilli is een zeekomkommer uit de familie Mesothuriidae.
De wetenschappelijke naam van de soort werd in 1886 gepubliceerd door Johan Hjalmar Théel.